# IronRuby
IronRuby — реализация языка программирования Ruby на платформе Microsoft .NET. Интерпретатор реализован на основе Dynamic Language Runtime, библиотеки, работающей на CLR 4.0, которая предоставляет, среди прочего, динамическую типизацию и динамическое определение методов.
В технологии SilverLight IronRuby может играть роль языка сценариев, исполняемого на стороне клиента в браузере.